# سووندبورگ
سووندبورگ (به لاتین: Svendborg) یک منطقهٔ مسکونی در دانمارک است که در استان سوددانمارک واقع شده‌است. سووندبورگ ۱۳٫۶ کیلومتر مربع مساحت و ۲۷٬۰۶۸ نفر جمعیت دارد.

## خواهرخوانده
شهرهای اشترالزوند و بخش یونشوپینگ خواهرخوانده‌های سووندبورگ هستند.